# Fotografía de Bellas Artes

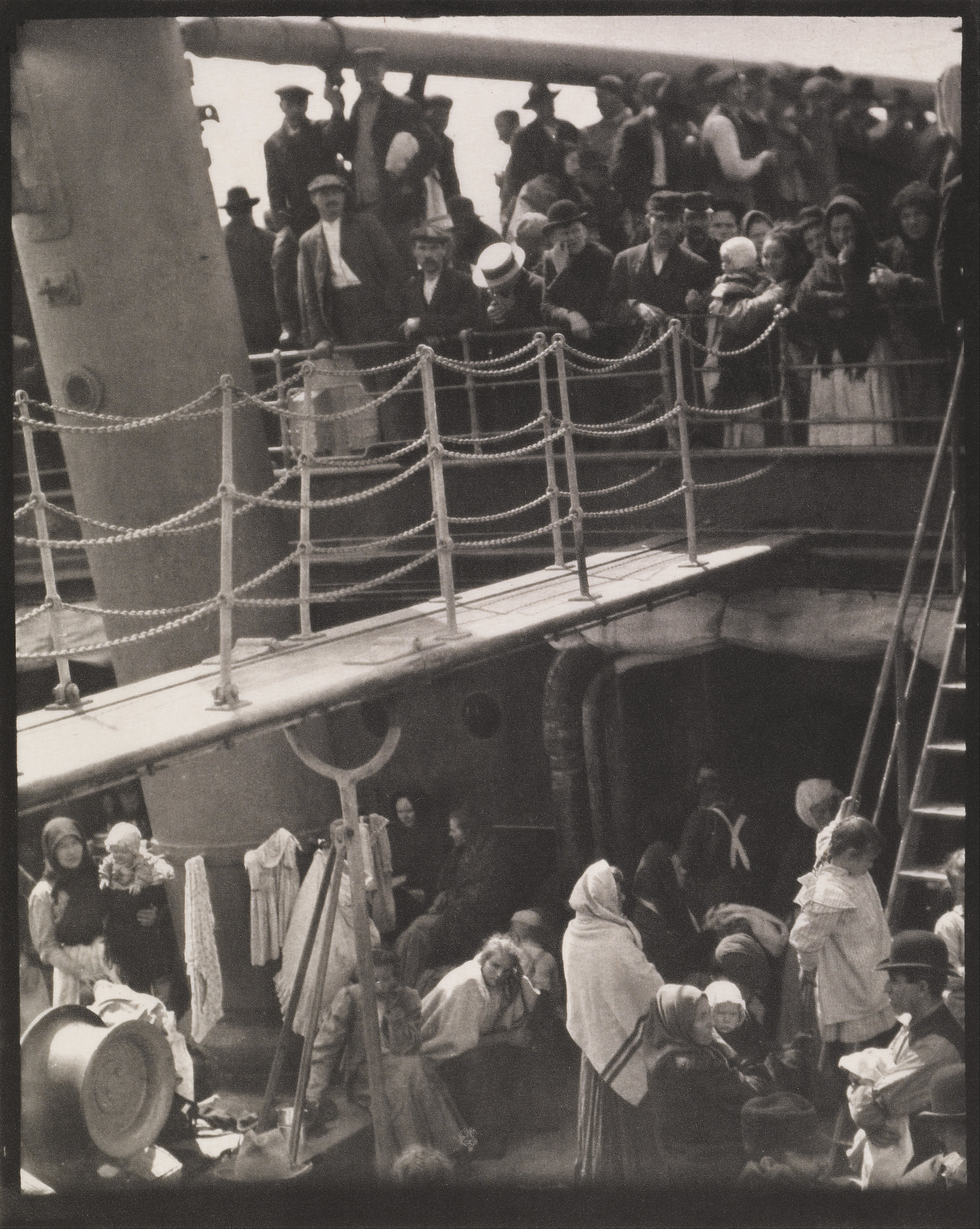
El Steerage (1907), de Alfred Stieglitz, es una obra temprana del modernismo artístico. Stieglitz fue notable por la introducción de la fotografía artística en colecciones del museo.

La fotografía artística es la fotografía creada de acuerdo con la visión del artista como fotógrafo. Usar la fotografía como medio para dar vida a algo que solo vive en la mente del artista. Capturar lo que ve de manera artística es el arte de la fotografía y no crear arte. El objetivo es expresar una idea, un mensaje o una emoción. La fotografía artística contrasta con la fotografía representativa, como el fotoperiodismo, que proporciona una descripción visual documental de temas y eventos específicos, que representan literalmente la realidad objetiva en lugar de la intención subjetiva del fotógrafo; y fotografía comercial, cuyo objetivo principal es anunciar productos o servicios.

## Historia
Un historiador de la fotografía afirmó que "el primer exponente de 'Bellas Artes' o fotografía de composición fue John Edwin Mayall*," quien exhibió daguerrotipos ilustrando el Padrenuestro en 1851 ".
Los intentos exitosos de hacer la fotografía artística se pueden remontar a profesionales de la era victoriana como Julia Margaret Cameron, Charles Lutwidge Dodgson y Oscar Gustave Rejlander y otros. En los Estados Unidos Fred Holland Day, Alfred Stieglitz y Edward Steichen jugaron un papel decisivo y fueron fundamentales para hacer de la fotografía una obra de arte, Stieglitz fue especialmente notable al introducirla en colecciones de museos.
En el Reino Unido, tan recientemente como 1960, la fotografía no era realmente reconocida como parte de las bellas artes. El Dr. S.D.Jouhar dijo, en aquel tiempo, cuando formó la Asociación de Bellas Artes Fotográficas: 

" En el momento en que la fotografía no es generalmente reconocida como algo más que un oficio. En los Estados Unidos la fotografía ha sido abiertamente aceptada como bellas artes en ciertos locales oficiales. Se muestra en galerías y exposiciones como un arte. No hay reconocimiento correspondiente en este país. El Salón de Londres muestra fotografía pictórica, pero no es generalmente entendida como un arte. Si una obra muestra cualidades estéticas o no se la designa "fotografía ilustrada" que es un término muy ambiguo. El propio fotógrafo debe tener confianza en su trabajo y en su dignidad y valor estético, para forzar el reconocimiento como un arte más que como un oficio".

Hasta finales de los años setenta predominaban varios géneros, como: desnudos, retratos, paisajes naturales (ejemplificado por Ansel Adams). Los grandes artistas estrella de los años setenta y ochenta, como Sally Mann, Robert Mapplethorpe, Robert Farber y Cindy Sherman, todavía dependían mucho de esos géneros artísticos, aunque los veían con ojos frescos. Otros investigaron un enfoque estético instantáneo.
Organizaciones americanas, como la Fundación Aperture y el Museo de Arte Moderno, han hecho mucho para mantener la fotografía a la vanguardia de las bellas artes. [cita requerida]

## Tamaño del marco y de impresión
Hasta mediados de la década de 1950 fue ampliamente considerado vulgar y pretencioso enmarcar una fotografía para una exposición en una galería. Por lo general, las impresiones se pegaban simplemente sobre tablas de madera o contrachapado, o se les da un borde blanco en el cuarto oscuro y luego se fijaban en las esquinas en los tableros de anuncios. Así, las impresiones se mostraban sin ningún reflejo de vidrio que las ocultara. La famosa exposición de La Familia del Hombre de Steichen no estaba enmarcada, las imágenes pegadas a los paneles. Incluso en 1966, el espectáculo de Bill Brandt en el MoMA no estaba enmarcado, con simples grabados pegados a la madera contrachapada. Desde mediados de la década de 1950 hasta cerca de 2000 la mayoría de las exposiciones de la galería tenían impresiones detrás del vidrio. Desde el año 2000 ha habido un notable movimiento hacia una vez más mostrando impresiones de galería contemporánea en tablas y sin vidrio. Además, durante todo el siglo XX, hubo un notable aumento en el tamaño de las impresiones.

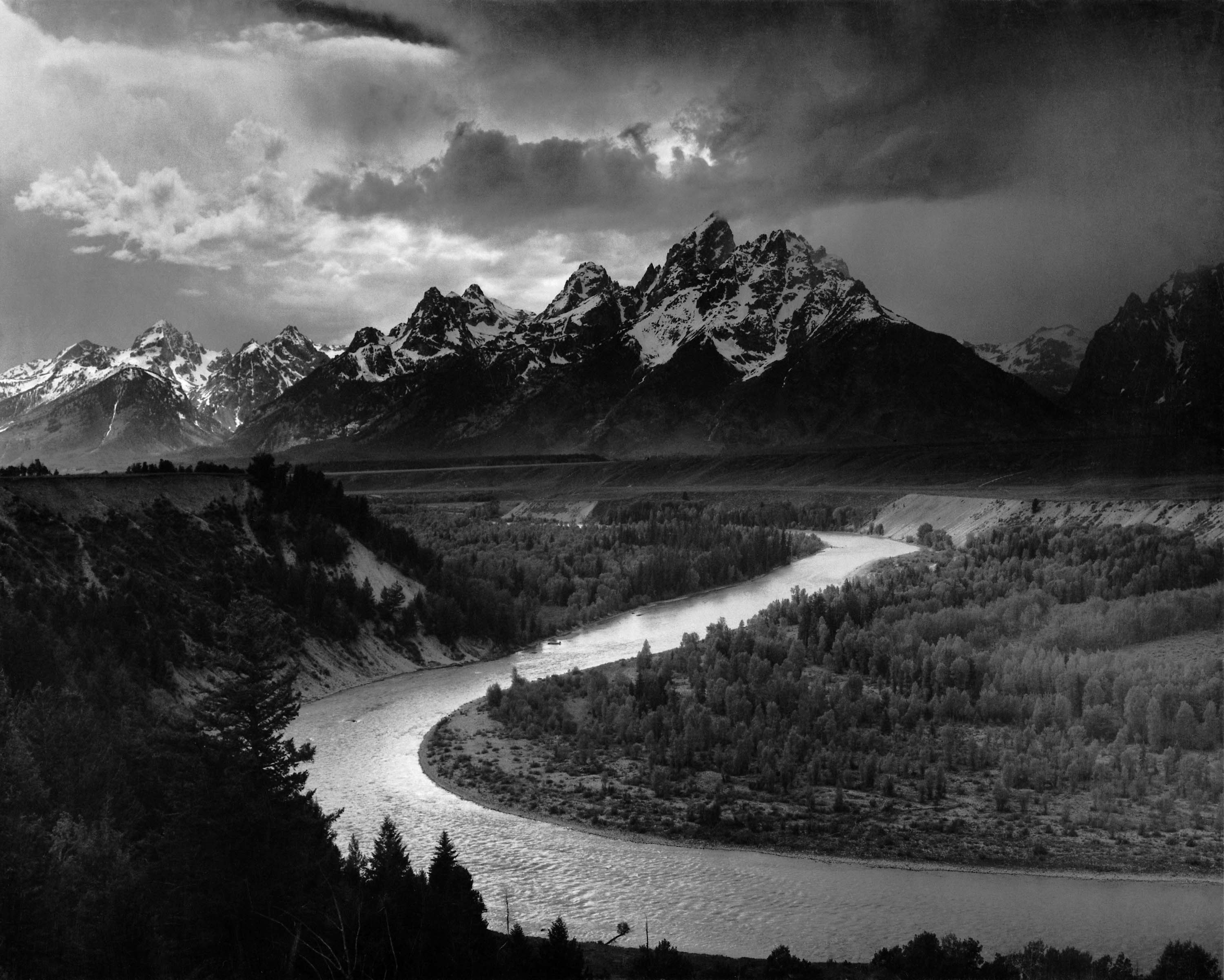
Ansel Adams' The Tetons and the Snake River (1942).

## Política
La fotografía de la bella arte se crea sobre todo como expresión de la visión del artista, pero como subproducto también ha sido importante en avanzar ciertas causas. 
El trabajo de Ansel Adams en Yosemite y Yellowstone es un ejemplo. Adams es uno de Los fotógrafos de arte más reconocidos del siglo 20, y fue un ávido promotor de la conservación. Aunque su enfoque principal fue la fotografía como arte, parte de su trabajo despertó la conciencia pública sobre la belleza de la Sierra Nevada y ayudó a crear apoyo político para su protección.
Esa fotografía también ha tenido efectos en el área de la ley de censura y la libre expresión, debido a su preocupación por el cuerpo desnudo.

## Tendencias actuales
Ahora hay una tendencia hacia una puesta en escena cuidadosa y la iluminación de la imagen, en lugar de la esperanza de "descubrir" que ya está hecha. Fotógrafos como Gregory Crewdson y Jeff Wall se destacan por la calidad de sus imágenes escenificadas. Además, las nuevas tendencias tecnológicas en la fotografía digital han abierto una nueva dirección en la fotografía de espectro completo, donde cuidadosa filtración de opciones a través del ultravioleta, visible e infrarrojo llevan a nuevas visiones artísticas.
A medida que las tecnologías de impresión han mejorado desde alrededor de 1980, las impresiones de un fotógrafo, reproducidas en un libro de edición limitada, se han convertido en un área de gran interés para los coleccionistas. Esto se debe a que los libros suelen tener altos valores de producción, un tiraje corto y su limitado mercado significa que casi nunca se reimprimen. El mercado del colector en los libros de la fotografía por los fotógrafos individuales se está desarrollando rápidamente.
Según las Tendencias del Mercado del Arte 2004” (PDF link) 7.000 fotografías fueron vendidas en salas de subastas en 2004, y las fotografías promediaron un alza anual del precio del 7,6 por ciento desde 1994 y 2004.
Alrededor del 80 por ciento fueron vendidos en los Estados Unidos. Por supuesto, la subasta. Las ventas sólo registran una fracción del total de las ventas privadas. Ahora hay un mercado de coleccionistas próspero para el que los fotógrafos de arte más solicitados producirán impresiones de archivo de alta calidad en ediciones estrictamente limitadas. Los intentos de los minoristas de arte en línea para vender la fotografía fina al público en general junto con las impresiones de pinturas han tenido resultados mixtos, con fuertes ventas procedentes sólo de los "grandes nombres" tradicionales de la fotografía como Ansel Adams.
Además del "movimiento digital" hacia la manipulación, filtración y / o cambios de resolución, algunos artistas refinados buscan deliberadamente un "naturalista", incluyendo "iluminación natural" como valor en sí mismo. A veces la obra de arte como en el caso de Gerhard Richter consiste en una imagen fotográfica que ha sido posteriormente pintada con pinturas al óleo y / o que contiene algún significado político o histórico más allá de la imagen misma. La existencia de la "pintura fotográfica proyectada" ahora desdibuja la línea entre la pintura y la fotografía que tradicionalmente era absoluta.
In 1996 it was stated that there had been a "recent blurring of lines between commercial illustrative photography and fine art photography," especially in the area of fashion. Evidence for the overlap of fine art photography and fashion photography includes lectures, exhibitions, trade fairs such as Art Basel Miami Beach, and books.

## Superposición con otros géneros
Aunque la fotografía de bellas artes puede superponerse con muchos otros géneros de fotografía, las superposiciones con la fotografía de moda y el fotoperiodismo merecen una atención especial.
En 1996 se declaró que había habido un "reciente desenfoque de líneas entre la fotografía ilustrativa comercial y la fotografía de bellas artes", especialmente en el área de la moda. La evidencia de la superposición de fotografía de bellas artes y fotografía de moda incluye conferencias, 18] exposiciones, [19] [20] [21] ferias comerciales como Art Basel Miami Beach, [22] y libros.
El fotoperiodismo y la fotografía de bellas artes se superpusieron a partir de la década de 1960 y 1970, cuando los fotógrafos de noticias hicieron contactos con la fotografía de arte y la pintura.    En 1974 se inauguró el Centro Internacional de Fotografía, con énfasis tanto en el "fotoperiodismo humanitario" como en la "fotografía de arte".  En 1987, "los cuadros que se tomaron en las asignaciones de revistas y periódicos ahora regularmente reaparecen [ed] - en marcos - en las paredes de los museos y galerías".

## Actitudes de artistas en otros campos
Las reacciones de artistas y escritores han contribuido significativamente a las percepciones de la fotografía como arte. Pintores prominentes, como Francis Bacon y Pablo Picasso, han afirmado su interés en el medio: he descubierto la fotografía. Ahora puedo matarme. No tengo nada más que aprender. - Pablo Picasso; Siempre he estado muy interesado en la fotografía. He mirado muchas más fotografías que las que tengo. Porque su realidad es más fuerte que la realidad misma. - Francis Bacon. De igual manera, los autores destacados han respondido al potencial artístico de la fotografía: ... me parece que Capa ha demostrado sin lugar a dudas que la cámara no necesita ser un dispositivo mecánico frío. Al igual que la pluma, es tan bueno como el hombre que lo usa. Puede ser la extensión de la mente y el corazón ... – John Steinbeck.

### Lectura adicional
- Wikimedia Commons alberga una galería multimedia sobre Fotografía de Bellas Artes.
- Thompson, Jerry L.  Verdad y fotografía: notas sobre mirar y fotografiar . Chicago: Ivan R. Dee, 2003. ISBN 1-56663-539-X
- Brillante, Susan.  Fotografía de arte ahora . Nueva York: Aperture, 2005. ISBN 1-931788-91-X
- Peres, Michael R. ed.  La enciclopedia focal de la fotografía: imagen digital, teoría y aplicaciones, historia y ciencia . 4ª edición. Ámsterdam & Boston: Elsevier / Focal Press, 2007. ISBN 978-0-240-80740-9
- Rosenblum, Naomi.  Una historia mundial de la fotografía . 4ª edición. Nueva York: Abbeville Press, 2007. ISBN 978-0-7892-0937-5
- Marco Fodde (Fodde, Marco).  Fotografía de Bellas Artes . 1ª edición. Milano: Apogeo La Feltrinelli, 2012. ISBN 978-88-503-1397-6